# 母と子
『母と子』（ははとこ）は、渋谷実監督、1938年公開の日本映画。監督渋谷実の出世作と評価されている作品である。

## あらすじ
主人公は男の寵愛を失った妾とその娘。母が会社重役の愛を失っていく姿を見た娘は、重役秘書からの求愛を断り、一人で生きてゆく。

## 登場人物
- 知栄子：田中絹代
- おりん：吉川満子
- 寺尾：佐分利信
- 工藤：河村黎吉
- 孝吉：徳大寺伸
- しげ子：水戸光子
- 岡部：斎藤達雄

## 関連文献
- 岩本憲児 編著『日本映画の歴史 写真・絵画集成 第2巻 (映画の黄金時代) 』（日本図書センター,1998）29頁